# Robert Helbig
Robert Helbig (* 15. Februar 1877 in Bautzen; † 26. Januar 1956 in Reutlingen) war ein deutscher Gymnasiallehrer und Politiker (NSDAP).

## Leben und Wirken
Nach dem Besuch der Volksschule und des Realgymnasiums in Dresden durchlief Helbig vom 1. April 1896 bis zum 31. März 1898 eine Ausbildung im Reichspostdienst (Posteleve). Anschließend studierte er bis 1903 Germanistik sowie romanische und englische Philologie in Leipzig. Im Juli 1903 legte Helbig die Staatsprüfung für das höhere Lehramt ab. Außerdem legte er in diesem Jahr seine Dissertation zum Dr. phil. vor, in der er sich mit dem Thema der italienischen Elemente in der albanischen Sprache befasste. Im Oktober 1903 begann Helbig am Staatsrealgymnasium in Zittau als Lehrer zu unterrichten. Von Herbst 1905 bis Herbst 1925 war er Direktor der Landwirtschaftlichen Schule in Elsterwerda und seit Herbst 1928 leitete er als Direktor die Landwirtschaftsschule und Wirtschaftsberatungsstelle in Jessen. Von 1917 bis 1918 nahm er mit der Nachrichtentruppe eines Artillerieregiments am Ersten Weltkrieg teil.
Zum 1. Oktober 1929 trat Helbig der NSDAP bei (Mitgliedsnummer 158.654). Am 1. Januar 1930 wurde Helbig für seine Partei Stadtrat in Zittau. Bei der Reichstagswahl vom September 1930 wurde Helbig für die NSDAP in den Reichstag gewählt, dem er bis zum Juli 1932 als Vertreter des Wahlkreises 28 (Dresden-Bautzen) angehörte. Danach trat er nicht mehr öffentlich hervor.
Verheiratet war Helbig mit Helene Helbig-Tränkner (geb. am 16. Januar 1878 als Helene Tränkner).

## Schriften
- Die italienischen Elemente im Albanesischen, Leipzig 1903. (Dissertation)